# هانس هاینریش گیورگ کوکن‌اشتت
هانس هاینریش گیورگ کوکن‌اشتت (آلمانی: Hans Heinrich Georg Queckenstedt؛ ۱۵ اوت ۱۸۷۶ – ۹ نوامبر ۱۹۱۸) یک عصب‌شناس، و متخصص مغز و اعصاب اهل امپراتوری آلمان بود.
او نخستین کسی بود که مانور کوکن‌اشتت را توصیف نمود.
کوکن‌اشتت دانش‌آموختهٔ رشته پزشکی در دانشگاه لایپزیگ و از شاگردان امیل کریپلین بود. او دینامیک مایع مغزی-نخاعی را مورد مطالعه قرار داد و متوجه شد که فشار مایع مغزی-نخاعی با تنفس تغییر می‌کند. این موضوع باعث آزمایش‌هایی با استفاده از مانور والسالوا و فشار ورید ژوگولار شد و به ابداع مانور کوکن‌اشتت انجامید.
طی دوران جنگ جهانی اول، او رئیس بخش خدمات پزشکی ارتش در هاربورگ بود. وی دو روز پیش از «روز آتش‌بس» از اسب به روی زمین پرت شد و با یک کامیون عبوری تصادف نموده و فوت کرد.